# Darío Marcos Cano
Darío Marcos Cano (Sogorb, 21 d'octubre 1887 - Tolosa de Llenguadoc, 10 de gener de 1940) fou un metge i polític valencià, diputat a les Corts Espanyoles durant la Segona República.

## Biografia
Republicà convençut, va militar inicialment a Unió Republicana, i més tard ingressà al Partit Republicà Radical Socialista, amb el qual el 1930 fou escollit regidor de l'ajuntament de València. El 1931 fou nomenat director general de Mines i subsecretari d'Agricultura, i el maig de 1933 fou nomenat ministre d'Agricultura interinament. El 1935 ingressà a Izquierda Republicana, amb el que fou elegit diputat per la ciutat de València a les eleccions generals espanyoles de 1936 a les llistes del Front Popular. Durant la guerra civil espanyola fou subsecretari d'obres públiques. En acabar la guerra s'exilià a França, on va morir poc després.